# Geodia libera
Geodia libera är en svampdjursart som beskrevs av Stephens 1915. Geodia libera ingår i släktet Geodia och familjen Geodiidae. Inga underarter finns listade i Catalogue of Life.